# Krigsåret 1821

## Pågående krig
- Grekiska frihetskriget (1821–1829)
  - Grekiska revolutionärer på ena sidan
  - Osmanska riket och Egypten på andra sidan

- Kaukasiska kriget (1817–1864)
  - Imanatet Kaukasus på ena sidan
  - Ryssland på andra sidan

- Spanska inbördeskriget (1820–1823)
  - Frankrike understött av spanska rojalister på ena sidan.
  - Spanska liberala rebeller på andra sidan.

- Sydamerikanska självständighetskrigen (1808–1829)
  - Spanien på ena sidan.
  - Sydamerikaner på andra sidan.

- Turk-persiska kriget (1821–1823)
  - Osmanska riket på ena sidan.
  - Persien på andra sidan.